# Malomykolajiwka
Malomykolajiwka (ukrainisch Маломиколаївка; russisch Малониколаевка/Malonikolajewka) ist eine Siedlung städtischen Typs im Osten der Ukraine mit etwa 1700 Einwohnern.

## Geographie
Der Ort liegt im Südwesten der Oblast Luhansk am Fluss Wilchiwka (Вільхівка), etwa 23 Kilometer nördlich der Rajonshauptstadt Antrazyt und 35 Kilometer südwestlich der Oblasthauptstadt Luhansk. Durch den Ort verläuft die Fernstraße N 21.
Zur gleichnamigen Siedlungsratsgemeinde zählen neben Malomykolajiwka auch die Ansiedlungen Jelysawetiwka (Єлизаветівка) und Sachidne (Західне).

## Geschichte
Der Ort wurde Anfang des 18. Jahrhunderts gegründet, 1964 wurde er schließlich zu einer Siedlung städtischen Typs ernannt, seit 1991 ist er ein Teil der heutigen Ukraine.
Seit Sommer 2014 ist der Ort im Verlauf des Ukrainekrieges durch Separatisten der Volksrepublik Lugansk besetzt.